# Krunoslav Kosta Bralić
Krunoslav Kosta Bralić (Polje, 30. srpnja 1863. – Rim, 27. studenog 1901.) bio je hrvatski katolički svećenik, franjevac i pisac.

## Životopis
Završio je osnovnu školu u Docu kod Travnika. Srednju školu pohađao je u Gučoj Gori, gdje je postao 1877. franjevac. Filozofiju i bogosloviju studirao je u Pesci i Asizu (1882. – 1885). Ispite iz filozofije položio je 1886., a iz teologije 1889. te je postao generalni lektor.
Teologiju je predavao u Asizu od 1886. do 1889., u Petrićevcu i Livnu od 1889. do 1893., a zatim u Rimu na međunarodnomu franjevačkom učilištu Antonianum od 1893. do 1901. godine. Godine 1897. izabran je za generalnog definitora Franjevačkog reda, a od 1898. dobio je naslov lektora jubilata.
Surađivao je u časopisima „Glasniku jugoslavenskih franjevaca” (1890., 1891.), „Franjevački glasnik” (1895., 1897., 1899. – 1900.) i „La Palestra del Clero” (1897.). Pisao je i o položaju kršćana pod turskom vlašću.

## Djela
- „Priručni tumač redovničkih dužnosti i prava u juridično moralnih i asketičnih razlaganjih” (1891.)
- „Jurisprudentia canonico-regularis” (1895.)
- „Skromni nazori o sjedinjenju crkava Rimo-katoličke i Grko-iztočne” (1896.)
- „Monografia storica sulle crudeltà mussulmane in Bosnia-Erzegovina” (1898.)

### Članci
- Kovačić, Anto Slavko. 1989. Bralić, Krunoslav Kosta. Hrvatski biografski leksikon. Zagreb.  journal zahtijeva |journal= (pomoć)